# Ахметгалиев, Фагим Маснавиевич
Фагим Маснавиевич Ахметгалиев (род. 30 ноября 1966, Уфа, Башкирская АССР, СССР) — муфтий Алтайского края, главный имам Соборной мечети города Барнаула.

## Биография
Родился 30 ноября 1966 года в столице Башкирии, городе Уфе. В 1991 году окончил уфимское медресе имени Р. Фахретдина. Затем проходил обучение в исламском университете в Медине. В 2001 году был направлен на работу в столицу Алтайского края, город Барнаул, куда впоследствии и переехал на постоянное место жительства.
Имеет ряд наград и премий от правительства Алтайского края, губернатора Алтайского края и мэрии Барнаула. 23 мая 2022 года был награждён главой Татарстана Рустамом Миннихановым медалью «100-летия образования Татарской АССР».

## Религиозная деятельность
Начал свою религиозную деятельность ещё в 90-х. В 2007 году, когда было создано Духовное управление мусульман Алтайского края в составе Духовного управления мусульман Азиатской части России, Фагим Ахметгалиев был избран председателем данной организации. Под его руководством был простроен комплекс Соборной мечети Барнаула, имамом которой он является и по сей день.